# Платунов, Михаил Георгиевич

П. Д. Бучкин. Портрет М. Г. Платунова. 1930-е

Михаил Георгиевич Платунов (10 [22] февраля 1887, Мари-Турек, Вятская губерния —18 июня 1972, Ленинград) — российский и советский живописец, график и педагог, Заслуженный деятель искусств РСФСР (1954), член Ленинградского Союза художников.

## Биография
Михаил Георгиевич Платунов родился 10 (22) февраля 1887 года (по другим сведениям, 23 февраля) в семье русского иконописца в Черемис-Туреке (Мари-Турек) Вятской губернии Уржумского уезда. В 1906 окончил художественное училище в Казани и поступил в Высшее художественное училище при Императорской Академии художеств в Петербурге, где обучался у профессоров П. П. Чистякова и В. Е. Савинского. Окончил Высшее художественное училище в 1914 году. В Первую мировую войну был фронтовым художником.
После революции преподавал в петроградских школах и рабочих клубах, участвовал в выставках Ассоциации художников революционной России, исполнил ряд портретов известных деятелей искусства. В 1925—1931 годах путешествовал в составе экспедиций Всесоюзного геологического комитета по отдалённым и малоизведанным районам Полярного Урала, Абхазии, Туркестану, по Печоре и Камчатке. Накопленные впечатления, а также этюды, созданные во время путешествий, легли в основу последующих произведений. В 1937 году на ледоколе «Садко» побывал в Арктике. В 1940 году добрался до Пинеги в Архангельской области.
В Великую Отечественную войну работал в осаждённом Ленинграде, создал серию гуашей «Ленинград в блокаде». В 1942 был эвакуирован в Йошкар-Олу. Здесь, в 1943 году, эти работы увидели первые зрители — земляки. В старом здании драматического театра, тогда эпицентра культурной жизни йошкаролинцев, зрители сопереживали героическому городу и самому автору, которого родина вернула к жизни и творчеству. Через два года выставку увидели жители Лондона. Затем Варшавы. Москвы. И наконец — Ленинграда. Впоследствии Платунов подарил работы Марийской республике. В настоящее время её обладателями являются Национальный музей им. Т. Е. Евсеева и Козьмодемьянский художественно-исторический музей им. А. В. Григорьева.
В послевоенные годы Платунов преподавал в Ленинградском институте живописи, скульптуры и архитектуры имени И. Е. Репина, профессор кафедры рисунка. В 1954 году был удостоен почётного звания Заслуженный деятель искусств РСФСР. Писал ленинградские пейзажи, реже тематические картины, портреты. Автор картин «У Академии наук» (1941), «Дома», «За водой», «Зимняя канавка» (все 1942), «Первые лучи солнца (Г. Я. Седов)», «Портрет школьницы», «Сумрачный день» (все 1950), «Портрет текстильщицы» (1951), «Белая ночь», «Осенний вечер» (обе 1957), «На пашне», «Стадо» (обе 1959), «Старый Париж» (1961), «Большой проспект», «Летний Сад» (обе 1964) и другие.
Скончался в 1972 году в Ленинграде. Похоронен на Северном кладбище.
Произведения М. Г. Платунова находятся в Государственном Русском музее, Третьяковской галерее, в музеях и частных собраниях в России и за рубежом. Известны живописные, графические и скульптурные портреты М. Платунова, исполненные в разные годы ленинградскими художниками, в том числе Борисом Горлачём (1957), Александром Поляковым (1958), В. И. Селезнёвым (1972), Е. М. Костенко (1972).
М. Г. Платунову посвятил свое стихотворение «Художнику» (1963, перевод А. Казакова) народный марийский поэт М. Казаков.

## Ученики
- Вайшля Леонид Игнатьевич (род. 1922)
- Весёлкин Игорь Петрович (1915—1997)
- Козловская Марина Андреевна (р. 1925)
- Костенко Елена Михайловна (р. 1926)
- Котик Борис Васильевич (1921—1984)
- Ласточкин Сергей Павлович (1927—1992)
- Ломакин Олег Леонидович (1924—2010)
- Назаров Пётр Фёдорович (1921—1988)
- Раздрогин Игорь Александрович (род. 1923)
- Саксон, Владимир Станиславович (1927—1988)
- Селезнёв Владимир Иванович (1928—1991)
- Чекалов Владимир Фёдорович (1922—1992)
- Шевченко Владимир Гаврилович (1922—2008)

## Выставки
- 1951 год (Ленинград): Выставка произведений ленинградских художников.
- 1951 год (Ленинград):  «Выставка произведений ленинградских художников 1951 года» в Государственном Русском музее.
- 1957 год (Ленинград): 1917 - 1957. Выставка произведений ленинградских художников.
- 1960 год (Ленинград): Выставка произведений ленинградских художников.
- 1962 год (Ленинград): "Осенняя выставка произведений ленинградских художников".
- 1964 год (Ленинград): Ленинград. Зональная выставка.
- 1976 год (Москва): Изобразительное искусство Ленинграда.